# Wallu Sénégal
La grande coalition Wallu Senegal (littéralement « Sauver le Sénégal » en wolof, WS) est une coalition politique d'opposition sénégalaise dirigée par l'ex-président du Sénégal, Abdoulaye Wade, âgé de 99 ans, et son Parti démocratique sénégalais. Le parti a conclu une alliance avec l'autre coalition d'opposition, Libérer le peuple, pour former une majorité aux élections législatives de 2022,.